# Juan Carlos Aramburu
Juan Carlos Aramburu (11 de fevereiro de 1912 - 18 de novembro de 2004) foi um arcebispo Católico Romano de Buenos Aires, de 1975 a 1990, e foi nomeado para o Colégio de Cardeais pelo Papa Paulo VI em 1976.

## Biografia
Aramburu nasceu na zona rural de Reducción, na província de Córdoba, Argentina. Estudou no Colegio De La Salle, Buenos Aires; no Seminário de Córdoba, a partir de 1923; e, mais tarde, na Pontifícia Universidade Gregoriana, Roma, onde obteve doutorado em filosofia e direito canônico; enquanto em Roma, residiu no Pontifício Colégio Pio Latino-americano.
Foi ordenado sacerdote em 28 de outubro de 1934, no Pontifício Colégio Pio Latino-americano em Roma. De 1934 a 1946 desenvolveu seu trabalho pastoral na diocese de Río Cuarto, vigário cooperador de Villa del Rosário, professor de direito canônico e vice-reitor do Seminário Nossa Senhora do Loreto em Córdoba e professor da Universidade Nacional de Córdoba.
Em 7 de outubro de 1946, o Papa Pio XII nomeou-o bispo titular de Platea e bispo auxiliar de Tucumã. Foi consagrado bispo na Catedral de Córdoba em 15 de dezembro do mesmo ano, pelo Arcebispo de Córdoba Fermín Lafitte, auxiliado por Leopoldo Buteler, bispo de Río Cuarto, e Ramón José Castellano, bispo auxiliar de Córdoba. Em 28 de agosto de 1953, foi proclamado bispo titular de Tucumán, sendo instalado a 1 de novembro.
Em 13 de março de 1957, quando Tucumã foi elevada a arquidiocese, foi promovido a seu primeiro arcebispo. Aramburu participou de todas as sessões do Concílio Vaticano II. Transferido para a sé titular de Torri di Bizancena e nomeado coadjutor, com direito de sucessão, de Buenos Aires, em 14 de junho de 1967. Participou da Segunda Conferência Geral do Episcopado Latino-americano (1968), em Medellín, e da Primeira Assembleia Extraordinária do Sínodo dos Bispos, na Cidade do Vaticano (1969).
Foi nomeado em 21 de abril de 1975 ordinário para os fiéis de rito oriental na Argentina que não tinham um ordinário de seu próprio rito e no dia seguinte sucedeu Antonio Caggiano na sé primacial de Buenos Aires.
Aramburu foi elevado a Cardeal em 24 de maio de 1976 pelo Papa Paulo VI, recebendo o barrete vermelho e o título de S. Giovanni Battista dei Fiorentini. Participou do conclave de agosto de 1978, que elegeu o Papa João Paulo I, e do conclave de outubro de 1978, que elegeu o Papa João Paulo II. Participou da Terceira Conferência Geral do Episcopado Latino-Americano (1979), em Puebla; da Primeira Reunião Plenária do Sagrado Colégio dos Cardeais (1979), na Cidade do Vaticano. Membro do Conselho de Cardeais para o Estudo dos Problemas Organizacionais e Econômicos da Santa Sé, 31 de maio de 1981. Presidente da Conferência Episcopal da Argentina, 1982-1985. Participou da Sexta Assembleia Ordinária do Sínodo dos Bispos, Cidade do Vaticano (1983).
Papa João Paulo II aceitou sua renúncia ao governo pastoral da arquidiocese de Buenos Aires apenas em 10 de julho de 1990, já com 78 anos, e em 30 de outubro como ordinário dos fiéis de rito oriental. Enviado papal especial à celebração do centenário da coroação da imagem de Nossa Senhora do Valle, Catamarca, Argentina, em 1991. Perdeu o direito de participar do conclave quando completou oitenta anos, em 1992. Participou da Quarta Conferência Geral do Episcopado Latino-Americano (1992), em Santo Domingo.
O Cardeal Aramburu sofreu uma parada cardíaca fatal enquanto se preparava para ouvir confissões no Santuário de San Cayetano, em Buenos Aires. Sepultado na capela de San Juan Bautista, em frente ao altar de Nuestra Señora de los Desamparados, na catedral metropolitana de Buenos Aires.
Juan Carlos Aramburu foi o primeiro prelado a chegar às bodas de ouro episcopais na história da Igreja argentina e o segundo bispo mais jovem do país, ordenado antes de completar 35 anos. Em seus longos anos como Bispo, o Cardeal Aramburu, conferiu a ordenação episcopal a 10 bispos; antes de falecer, completara 70 anos de sacerdote, sendo então o sétimo cardeal mais idoso do mundo.

## Colaboração com o Processo de Reorganização Nacional
O ano de elevação de Aramburu a Cardeal coincidiu com o início do Processo de Reorganização Nacional. Na sé de Buenos Aires, estabeleceu uma relação fluida com o então chefe do Governo, general Juan Carlos Onganía. Sua relação com todos os sucessivos governos militares levaram a acusações de, no mínimo, “fechar os olhos aos crimes da ditadura militar”. Mesmo na época de sua renúncia, Aramburu aplaudiu as privatizações de Carlos Menem e apoiou abertamente o perdão aos militares.
As Mães da Plaza de Mayo, um grupo que procurava informações sobre seus filhos que sofreram desaparecimento forçado, escreveram para os principais membros da hierarquia eclesiástica em busca de ajuda, incluindo Aramburu, mas não obteve nenhuma resposta. Além disso, Aramburu não denunciou o assassinato do bispo Enrique Angelelli, conduzido por uma força-tarefa militar e disfarçado de acidente na estrada; em vez disso, ele alegou que não havia provas de que fosse um crime.
Em 1982, durante uma viagem à Itália, Aramburu foi entrevistado pelo jornal romano Il Messaggero e respondeu a uma pergunta sobre desaparecimentos forçados dizendo: "Eu não entendo como essa questão de guerrilha e terrorismo surgiu novamente; muito tempo". Sobre a questão das sepulturas comuns com corpos não identificados sendo descobertos, ele afirmou: "Na Argentina não há sepulturas comuns... Tudo foi registrado regularmente nos livros. As sepulturas comuns pertencem a pessoas que morreram sem que as autoridades pudessem para identificá-los. Desapareceu? Não vamos confundir as coisas. Você sabe que existem 'pessoas desaparecidas' que vivem tranquilamente na Europa ".
Em 2002, uma organização composta por crianças de pessoas desaparecidas organizou um protesto para acusar Aramburu de colaboracionismo com o Processo Nacional de Reorganização. A Conferência Episcopal Argentina divulgou um documento em defesa de Aramburu. Rubén Capitanio, um padre, enviou uma carta crítica à Conferência onde mencionou, entre outras coisas, que Aramburu havia dado a Comunhão a pessoas "que ele sabia serem responsáveis por horríveis crimes públicos" e que ele havia negligenciado os abusos aos direitos humanos na Escola de Mecânica da Marinha, dentro de sua jurisdição.